# Almonacid de Zorita (kommun)
Almonacid de Zorita är en kommun i Spanien.   Den ligger i provinsen Provincia de Guadalajara och regionen Kastilien-La Mancha, i den centrala delen av landet, 70 km öster om huvudstaden Madrid. Antalet invånare är 789.